# Wallenius Wilhelmsen

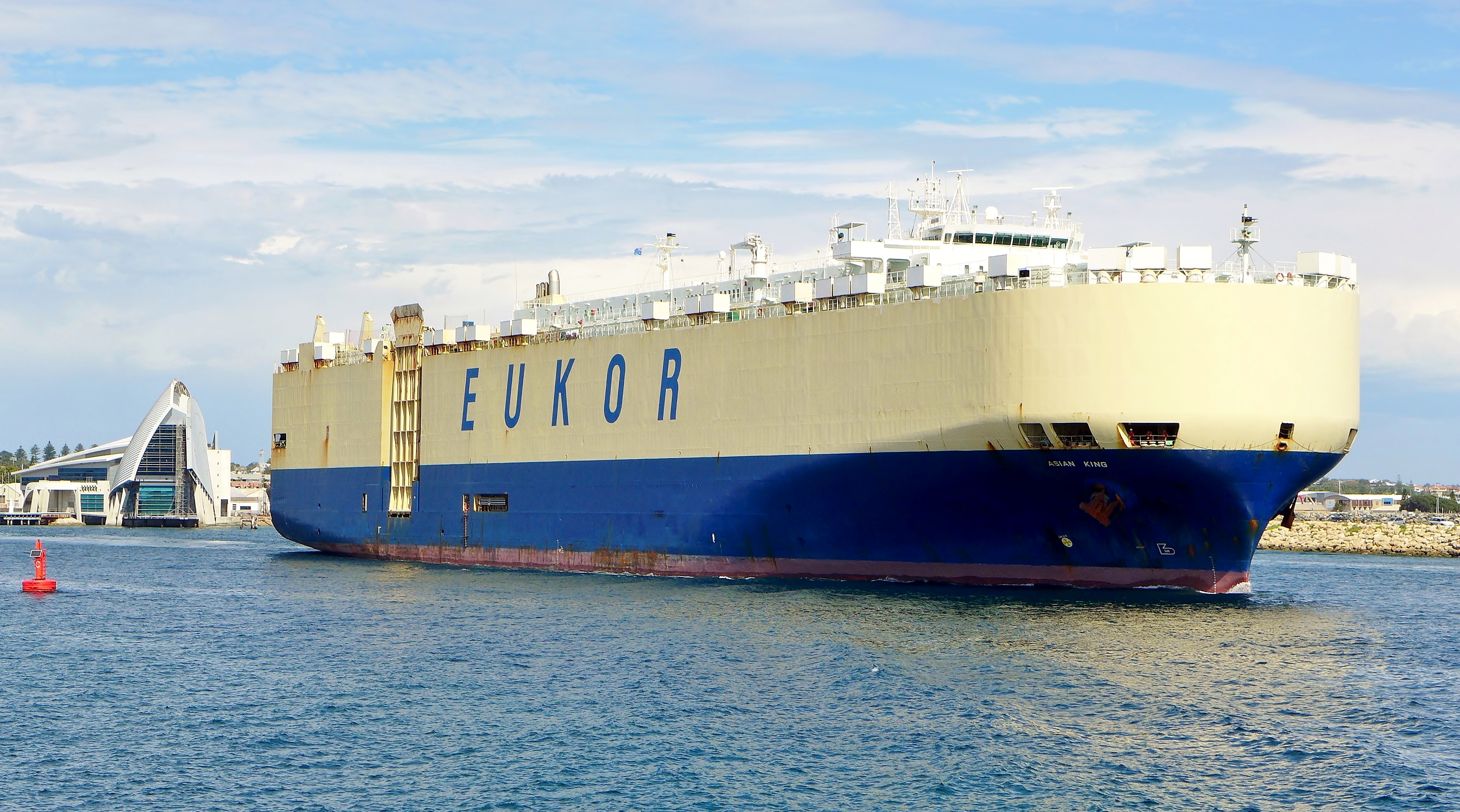
Autoschip Asian King (2016)

Wallenius Wilhelmsen is een grote rederij met auto- en roro-schepen. Het is een groot transporteur van auto's, vrachtwagens en andere rollend materieel over zee. Het bedrijf exploiteert ongeveer 125 schepen en een wereldwijd distributienetwerk op het land en heeft acht haventerminals.

## Activiteiten
De Wallenius Wilhelmsen-groep bestaat uit twee belangrijke onderdelen, het zeetransport en de logistieke dienstverlening op land. In 2023 werd drie kwart van de omzet behaald met het zeetransport. Er is tot slot nog een klein onderdeel dat werkt in opdracht van of voor de Amerikaanse overheid.
Per jaareinde 2023 bestond de vloot uit 125 schepen waarvan 86 in eigendom. De belangrijkste vracht die wordt vervoerd zijn auto’s en andere rollend transportmateriaal. Aan boord hebben de autoschepen plaats voor voor zo'n 850.000 auto's en hiermee heeft de reder ongeveer een vijfde van de globale transportcapaciteit in handen. De logistieke diensten hebben ook een sterke relatie met de automobielindustrie, veel auto’s worden klaargemaakt voor de levering aan dealers.
De groep bestaat uit de bedrijven Wallenius Wilhelmsen Ocean, Wallenius Wilhelmsen Solutions, EUKOR en American Roll-On Roll-Off Carrier (ARC). EUKOR heeft een vloot van autoschepen en vervoert zo'n drie miljoen voertuigen op jaarbasis. Wallenius Wilhelmsen heeft 80% van de aandelen EUKOR in handen en de rest is gelijk verdeeld over Hyundai Motor Company en Kia Motors. 
| Jaar | Omzet | Bedrijfs- resultaat | Netto- resultaat | Schepen (jaareinde) |
| ---- | ----- | ------------------- | ---------------- | ------------------- |
| 2018 | 4065  | 244                 | 58               |                     |
| 2019 | 3909  | 358                 | 102              | 123                 |
| 2020 | 2958  | −84                 | −302             | 118                 |
| 2021 | 3884  | 306                 | 177              | 125                 |
| 2022 | 5045  | 931                 | 794              | 128                 |
| 2023 | 5149  | 1218                | 967              | 125                 |

## Geschiedenis
Op 1 juli 1999 is het bedrijf ontstaan door de vorming van een joint venture van het Zweedse Wallenius Lines en het Noorse Wilhelmsen Lines. De joint venture kreeg de naam Wallenius Wilhelmsen Lines (WWL).
In augustus 2002 werd de autotransporttak van Hyundai Merchant Marine overgenomen. WWL betaalde US$ 1,3 miljard voor 80% van de aandelen EUKOR.
Op 30 april 2005 werd een aandelenbelang van 50% genomen in Distribution and Auto Service Inc. (DAS), een Amerikaanse dochteronderneming van Nissan Motors. DAS verwerkte toen ongeveer 1,6 miljoen auto's op jaarbasis en telde 1200 medewerkers. Manuel Antelo is de andere aandeelhouder in DAS. 
WWL kreeg in april 2017 een beursnotering aan de beurs van Oslo. Bijna een kwart van de aandelen werd vrij verhandelbaar en de twee oprichters behielden elk een aandelenbelang van 37,8%.
In oktober 2018 werd de bedrijfsnaam gewijzigd van Wallenius Wilhelmsen Logistics ASA in Wallenius Wilhelmsen ASA.